# Madárijesztő (mezőgazdaság)

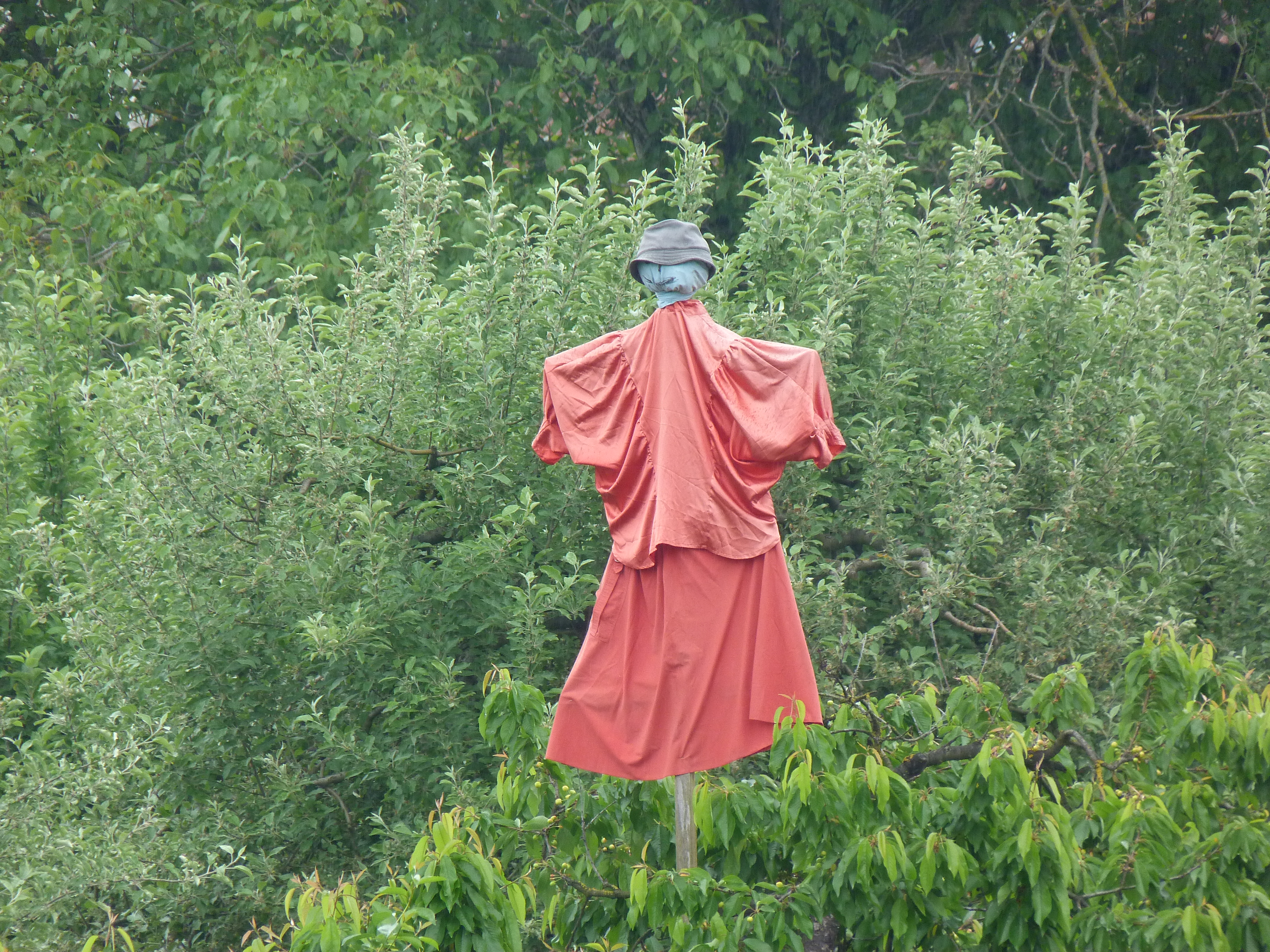
Madárijesztő Vásárosnaményben

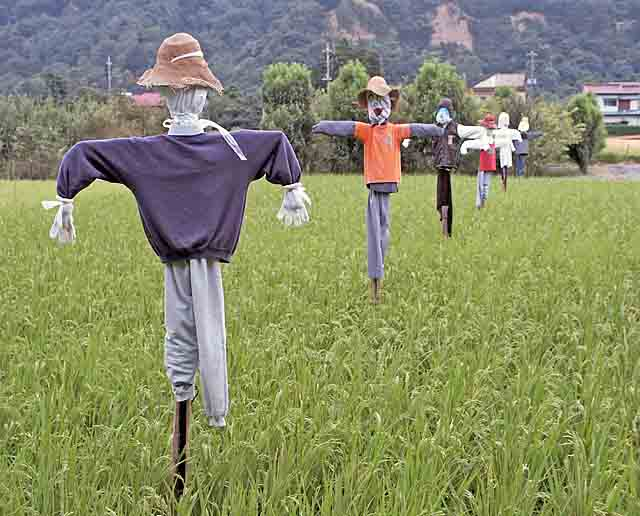
Madárijesztők egy japán rizsültetvényben

A madárijesztő a kártékony állatoknak, különösen a madaraknak a zsenge vetéstől és érett terméstől, gyümölcstől való elijesztésére használatos. Gyakori formája egy ember alakú váz, amely egy botból, vagy ácsolt kereszt alakú fából áll, amire különféle rongyos ruhadarabokat rögzítenek, gyakorta kalappal tetézve, melyet a szél lenget, s így élő emberhez lesz hasonlóvá. Leginkább a veteményeskertekben fordul elő. Egyszerűbb változata egy zsineg, amelyre színes rongyszalagokat kötnek, s ezeket lobogtatja a szél. Néha erre a kifeszített zsinegre bádoglemezeket és törött üvegdarabokat is akasztanak, így a szélfúvás hatására riasztó hangot ad ki. Ugyanilyen ijesztési célt szolgál a karóra felfüggesztett madártetem (varjú, csóka, seregély, szarka) is. A Balaton környékén található szőlőhegyeken és gyümölcsösökben használnak fára szerelt, szél által hajtott kereplőket, és durrogtatnak puskával is. 
A reptereken a repülés biztonságát veszélyeztető madárrajok távol tartására, és a véletlen nekirepülést megakadályozandó ragadozómadarak – Olaszországban macska – sziluettjét ábrázoló, az átlátszó zajcsökkentő falakra ragasztott matricákat is használnak erre a célra.

## A kultúrában
- Az Óz, a csodák csodája filmben Dorothy egyik társa az úton egy madárijesztő. Mivel tudja, hogy a feje csak szalmával van kitömve, észt szeretne kapni a nagy varázslótól.
- A Modern Pimpernel című filmben a főhős madárijesztőnek álcázza magát a réten, hogy közel férkőzhessen az ott dolgoztatott kiszabadítandó rabhoz.